# Jana Dostálová
Jana Dostálová (* 1943) je česká specialistka v oboru potravinářství a vysokoškolská profesorka. Působí v řadě osvětových a odborných společností a medializuje téma zdravé výživy.

## Biografie
Narodila se v roce 1943 v Praze. Od mládí ji zajímaly technické předměty, biologie a zemědělství. Zájem o chemii tuků začala mít při studiu na střední škole na Sladkovského náměstí v Praze, především díky učitelkám chemie Havlínové a Frankové. Studovala na Vysoké škole chemicko-technologické v Praze, obor Technologie mléka a tuků, a absolvovala v roce 1966. V letech 1966 až 1989 působila ve Výzkumném ústavu potravinářském v Praze a poté do roku 1993 v Ústavu vědeckotechnických informací pro zemědělství v Praze (pozdější Ústav zemědělské ekonomiky a informací). Od roku 1993 pracuje na Vysoké škole chemicko-technologické v Praze. Založila studijní zaměření „výživa a stravování“ a zavedla dva nové předměty: „Technologie přípravy stravy“ a „Potravinářské zbožíznalství“. Podílela se na téměř devadesáti monografiích a skriptech a je autorkou či spoluautorkou více než 300 vědeckých publikací. V roce 2010 získala profesorský titul.

### Vědecká kariéra
Specializuje se především na výzkum tuků. Zabývala se změnami vlastností tuků při skladování a tepelném zpracování potravin. Později se zaměřila na monitorování potravin na trhu a upozornila na problematiku rizikových transmastných kyselin. Dále se věnovala luštěninám, především vlivu různých kuchyňských úprav na obsah α-galaktosidů (nestravitelných oligosacharidů, které způsobují nadýmání).

### Osvětová aktivita
Je odbornou garantkou projektu „Vím, co jím a piju“ a místopředsedkyní Společnosti pro výživu. Dělá také přednášky pro veřejnost a účastní se diskusí a debat o zdravé výživě. Publikovala několik knih určených laické veřejnosti, například „Nakupujeme s rozumem, Vaříme s chutí“, „Mléko - přítel nebo nepřítel“, „Co se děje s potravinami při přípravě pokrmů“ a „Luštěniny a luskové zeleniny v lidské výživě“.

## Ocenění
- Čestné uznání za dlouholetou a obětavou činnost v potravinářském výzkumu (VÚPP, 1988)
- Čestné uznání za přínos k rozvoji vědy a výzkumu a za dosažené výsledky využitelné v agrárním sektoru (ČAZV, 2003)
- Stříbrná medaile České akademie zemědělských věd za výzkumnou činnost v zemědělském výzkumu (2008)
- Medaile Vítězslava Veselého Odborné skupiny pro tuky, detergenty a kosmetickou chemii České společnosti (2009)